# Émile Chevé
Émile-Joseph-Maurice Chevé (Douarnenez, 1 de junio de 1804 - Fontenay-le-Comte, 25 de agosto de 1864) fue un profesor de música francés y uno de los fundadores del método Galin-Paris-Chevé, un sistema de notación musical basado en números que aún se utiliza en Japón y China con el nombre de sistema Jianpu.

## Biografía
Émile Chevé nació en Douarnenez (departamento de Finisterre, región de Bretaña) siendo el menor de una familia numerosa. Médico de formación y cirujano en la marina en sus comienzos, fue condecorado con la Legión de Honor en 1831 por sus servicios. Enviado a París, recibió clases de música de su primo Aimé Paris.
Tras la muerte de su primera esposa, Fanny Simon, en 1837, se casó en 1839 con Nanine Paris, con quien se dedicó a promover el método musical "Galin-Paris-Chevé", que lleva el nombre de sus inventores.  A partir de 1844, impartió en París más de 150 cursos del método. También editó con su esposa una serie de libros de texto que se utilizaron en escuelas como la École normale supérieure, la École polytechnique y el Lycée Louis-le-Grand.
Su hijo Amand Chevé continuó su interés por el método. Con John Curwen llegó al mundo anglosajón y Lowell Mason lo introdujo en Estados Unidos. Cien años más tarde, el pedagogo musical húngaro Zoltán Kodály adaptó el sistema en su Método Kodály.
También es tío del poeta Émile-Frédéric-Maurice Chevé (1829-1897).
Está enterrado en el cementerio del Père-Lachaise (56.ª división).

## Obras
- Méthode élémentaire de musique vocale, théorie et pratique, chiffrée et portée.
- Méthode d'harmonie et de composition.
- 800 duos gradués.
- Méthode élémentaire de piano.
- Appel au bon sens de toutes les nations qui désirent voir se généraliser chez elles l'enseignement musical.
- Protestation adressée au comité central d'instruction primaire de la ville de Paris, contre un rapport de la Commission de chant
- La routine et le bon sens
- Coup de grâce à la routine musicale.